# District des South West Garo Hills
Le district des South West Garo Hills est un district de l'état du Meghalaya, en Inde.

## Géographie
Au recensement de 2011, sa population compte 172 495 habitants.
Son chef-lieu est la ville de Ampati. 